# أحمد جعفر
أحمد فتحي جعفر، (21 ديسمبر، 1985 - )، لاعب كرة قدم مصري، مهاجم يلعب في صفوف نادي الترسانة قادما من نادي الزمالك.

## بطولات اللاعب
- كأس مصر 2013 و2014 مع نادي الزمالك.وحصل علي كأس السوبر المصري في موسم 2016/2017